# Cosmelia rubra
Cosmelia es un género monotípico de plantas fanerógamas perteneciente a la familia Ericaceae. Su única especie: Cosmelia rubra R.Br., es originaria de Australia.

## Taxonomía
Cosmelia rubra fue descrita por Robert Brown y publicado en Prodromus Florae Novae Hollandiae 553. 1810.
Sinonimia
- Cosmelia angustifolia DC.
- Epacris rubra (R.Br.) Spreng.[3]